# Sal Khan
Salman Amin "Sal" Khan (n. 11 octombrie 1976, Metairie, parohia Jefferson, Louisiana, SUA) este un profesor american care a înființat Academia Khan (Khan Academy), o platformă online educativă gratuită și o organizație care a produs peste 6.500 de lecții video predând un spectru larg de materii academice, în principal concentrându-se pe matematică și științe.
La 26 decembrie 2016, canalul de YouTube al Academiei Khan avea peste 2,9 miloane de abonați și videoclipurile au fost vizionate de peste 1 miliard de ori. În 2012, revista Time l-a anunțat in lista celor 100 cei mai influenți oameni în lume.

## Viața și educația
Salman Khan s-a născut într-o familie bengaleză din Metaire, Louisiana. Tatăl lui, Doctorul Fakhrul Amin Khan, este din Barisal, Bangladesh și mama lui, Masuda Khan, este din Murshidabad, Bengalul de Vest, India. 
Khan a studiat la  Grace King High School în Metaire, Louisiana, unde, după cum își amintește el, "câțiva colegi de clasă deabia ieșiseră din închisoare și alții  erau legați de universități de top."

## Carieră
În 2002, Khan a fost stagiar de vară la compania PARC. Din 2003 până spre sfârșitul lui 2009, Khan a lucrat ca analist la Connective Capital Management.

### Academia Khan
Spre sfârșitul lui 2003, Khan a început să-și mediteze verișoara, Nadia, la matematică folosind Yahoo!. Când alte rude și prieteni au cerut meditații de la el, și-a mutat tutorialele pe YouTube unde și-a creat un cont pe 16 noiembrie 2006.
Popularitatea videoclipurilor lui educaționale l-au încurajat să renunțe la slujba de analist financiar spre sfârșitul lui 2009. S-a concetrat pe mărirea popularității canalului său de YouTube, Khan Academy, cu ajutorul prietenului său apropiat Josh Gefner. Khan a fost sponsorizat constant de Ann Doerr, soția lui John Doerr.
Videoclipurile lui au primit o atenție globală din partea studentilor și nu numai, cu peste 458 de milioane de vizualizări în primii ani.
Khan a subliniat că misiunea lui este să "accelereze învățarea studenților de toate vârstele."
El a publicat o carte despre Academia Khan și țintele educației intitulată The One World Schoolhouse: Education Reimagined (Singura Școală Globală de Acasă: Educația Reimaginată).
Academia Khan, inițial o unealtă pentru studenți, a adăugat funcția Coach(antrenor) în 2012, realizând conexiunea dintre profesori și elevi prin videoclipuri și unelte de monitorizare.

## Viață personală
Khan s-a căsătorit cu fiziciana Umaima Marvi. Cuplul trăiește împreună cu copii în Mountain View, California.